# Licca-chan
Licca-chan (リカちゃん?, Rika-chan), il cui nome intero è Licca Kayama (香山リカ?, Kayama Rika), è una popolare linea di fashion doll introdotte sul mercato giapponese nel 1967 dalla Takara, ottenendo un successo in Giappone paragonabile a quello ottenuto dalla bambola Barbie negli Stati Uniti. Rispetto ad altre fashion doll simili, le bambole Licca-chan tendono a rispettare i canoni della bellezza standard giapponese, sia per l'altezza che per le caratteristiche. Al 2002 la Takara aveva venduto circa 48 milioni di bambole Licca-chan, ed oltre 53 milioni nel 2007.. Licca-chan è stata creata dall'ex disegnatrice di shōjo manga, Miyako Maki, moglie di Leiji Matsumoto. Nel 1998 è stato prodotto un anime ispirato alla bambola ed intitolato SuperDoll Rika-chan.